# لوئیس سانچز
لوئیس سانچز (انگلیسی: Luis Sánchez Duque؛ زادهٔ ۱۳ نوامبر ۱۹۵۶) بازیکن فوتبال اهل اسپانیا است.